# Hippotion tisiphone
Hippotion tisiphone är en fjärilsart som beskrevs av Carl von Linné 1758. Hippotion tisiphone ingår i släktet Hippotion och familjen svärmare. Inga underarter finns listade i Catalogue of Life.